# David Silva
David Josué Jiménez Silva (Arguineguín, 8 de janeiro de 1986) é um ex-futebolista espanhol que atuava como meio-campista.
Formado nas categorias de base do Valencia, o jogador chegou ao clube com apenas 13 anos e atuou pelo Valencia Mestalla antes de ser emprestado ao Eibar na temporada 2004–05 e ao Celta de Vigo na temporada 2005–06. Nestes dois clubes foi um dos principais jogadores, e lá amadureceu muito como jogador.
Retornou ao Valencia na temporada 2006–07, estreando pela equipe e tornando-se um dos principais jogadores do time. Conquistou uma Copa do Rei na temporada 2007–08. Na final, Silva foi um dos destaques, dando duas assistências na vitória sobre o Getafe. O meio-campista se consolidou como uns dos destaques da equipe, ao lado de Joaquín, Vicente e David Villa. Ao final da temporada 2009–10, devido à grande dívida na qual estava imerso o Valencia, a saída de David Silva parecia certa, e havia interesse de grandes clubes, entre eles o Real Madrid. No final, o Manchester City acabou vencendo a disputa e o contratou em junho de 2010, por aproximadamente 28,7 milhões de euros. Apresentado oficialmente pelos Citizens no dia 30 de junho de 2010, conquistou a Copa da Inglaterra na temporada 2010–11, sendo um dos destaques do time ao lado do argentino Carlos Tévez e do marfinense Yaya Touré. Além disso, ajudou a equipe a se classificar diretamente para Liga do Campeões da UEFA, ficando em terceiro lugar na Premier League, à frente do Arsenal. No ano de 2012, foi eleito pelos companheiros de equipe o melhor jogador da temporada.
Convocado para todas as categorias de base da Espanha, David Silva conquistou o Campeonato Europeu Sub-19 de 2004, sendo um dos destaques espanhóis. Já pela Seleção Espanhola principal, foi campeão da Euro 2008, realizada na Áustria e na Suíça, sendo titular em cinco jogos (inclusive na final) e marcando um gol na semifinal contra a Seleção Russa. Fez parte do elenco campeão da Copa do Mundo de 2010 na África do Sul, mas não era titular no esquema do treinador Vicente del Bosque. Dois anos depois foi convocado para a Euro 2012, onde sua equipe sagrou-se tricampeã após vencer a Itália por 4–0, com Silva marcando o primeiro gol da final. Também representou seu país na Copa do Mundo de 2014, na Euro 2016 e na Copa do Mundo FIFA de 2018.

## Infância e juventude
David Silva nasceu em Arguineguín, Gran Canaria, nas Ilhas Canárias, filho de Fernando Jiménez, um ex-policial municipal que, eventualmente, foi o responsável pela segurança do Mestalla, estádio do Valencia, e Eva Silva. Seu pai, Fernando, é das Canárias, enquanto sua mãe, Eva, é descendente de japoneses, reivindicado pelos media das Canárias. Silva tem dois irmãos mais novos: Natalia e Nando. Ele é comumente chamado pelo apelido de Chino (espanhol para "chinês"), devido a sua aparência física.
Silva começou a jogar futebol no time de juniores do UD San Fernando, perto de Maspalomas. Inicialmente ele atuava como goleiro, antes de se tornar um meio campista. Ele em sua juventude teve o dinamarquês Michael Laudrup como inspiração para continuar no futebol. Quando ele tinha 14 anos, recebeu uma oferta para ingressar nas categorias de base do Valencia, que ele aceitou. Ele permaneceu na base da equipe até os 17 anos.

## Carreira

### Eibar e Celta de Vigo
Apesar de ter sido revelado pelo Valencia, David Silva estreou como profissional pelo Eibar, na temporada 2004–05 da Segunda Divisão Espanhola. Emprestado pelo Valencia, o meia atuou em 35 partidas e marcou cinco gols. Na temporada seguinte ele foi novamente emprestado, desta vez ao Celta de Vigo, onde jogou 34 partidas e marcou quatro gols. Depois de duas participações em finais de campeonatos, o primeiro em uma vitória por 2–0 em casa sobre o Málaga, no dia 28 de agosto de 2005, Silva ganhou destaque nacional.

### Valencia

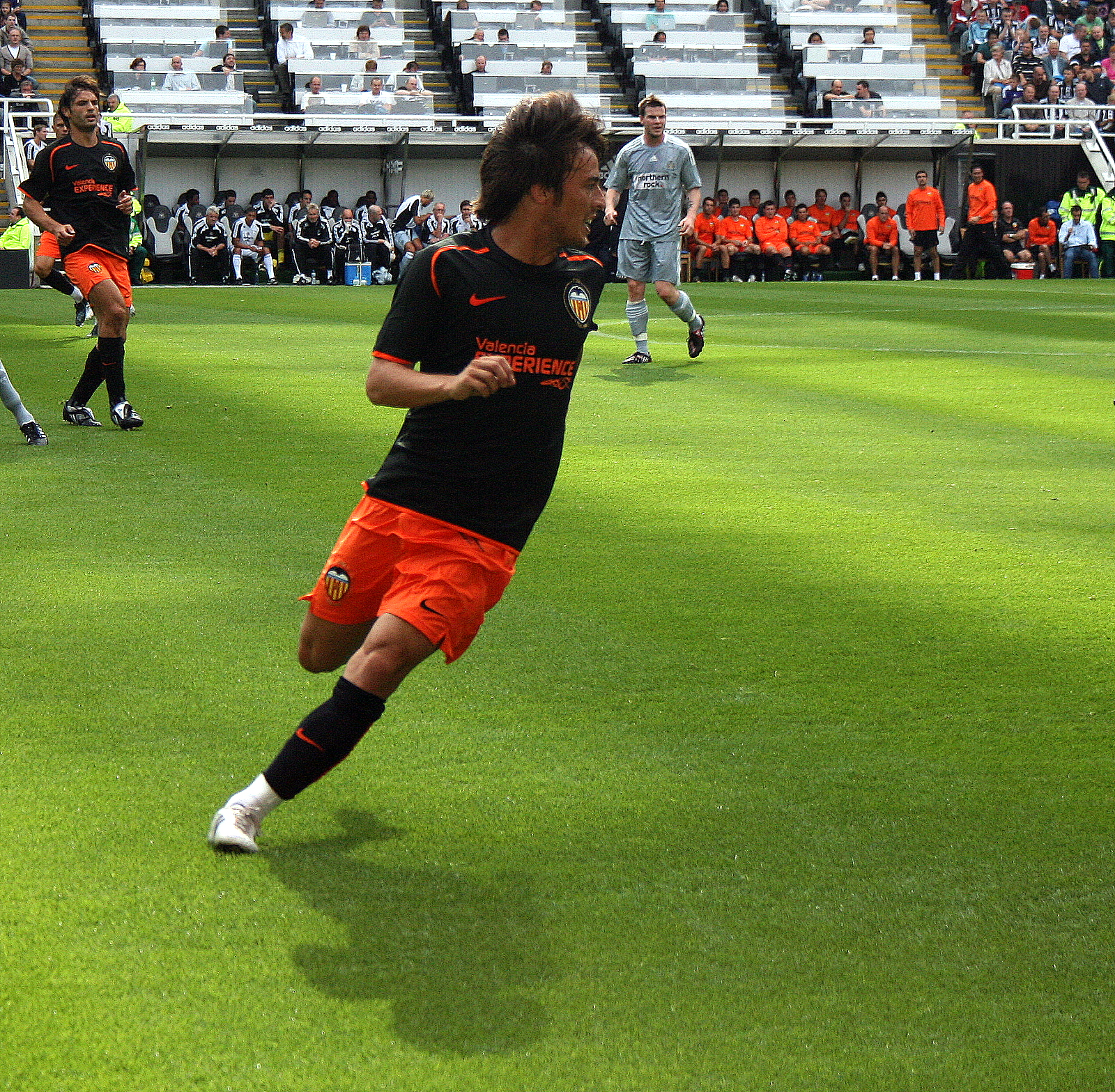
O meia atuando pelo Valencia em 2008

David Silva retornou ao Valencia no verão de 2006, e apesar de jovem (20 anos), imediatamente tornou-se titular no meio-campo da equipe. Em duas temporadas, ele só ficou de fora de seis partidas e marcou 14 gols. Sua estreia foi no dia 5 de novembro de 2006, num empate em 1–1 contra o Espanyol. Em meio ao interesse de vários clubes da Premier League, em agosto de 2008, ele renovou seu contrato por mais cinco anos. Ele foi campeão da Copa do Rei em 2008, o seu primeiro título na Espanha.
Depois de não aparecer nos primeiros três meses da temporada de 2008–09, devido a uma torção do tornozelo, Silva retornou em meados de dezembro. Em 3 de janeiro de 2009, ele foi destaque ao marcar duas vezes na vitória em casa por 3–1 sobre o Atlético de Madrid. O meia ainda contribuiu com quatro gols em 19 jogos, ajudando o Valencia a se classificar para a Copa da UEFA.
Na temporada 2009–10, Silva marcou os oito melhores gols de sua carreira, com o Valencia terminando na terceira posição e voltando a disputar a Liga dos Campeões da UEFA. Em 18 de março de 2010, contra o Werder Bremen, pela Liga Europa da UEFA, o meia brilhou ao dar três assistências no empate em 4–4 fora de casa.[carece de fontes?] Com o resultado, o Valencia avançou para as quartas de final da competição. Já no dia 15 de abril, contra o Athletic Bilbao, Silva marcou dois gols numa vitória em casa por 2–0, válida pela La Liga.

### Manchester City

#### 2010–11

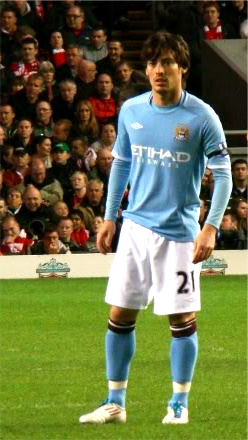
Silva pelo Manchester City em abril de 2011

No dia 30 de junho de 2010, o Manchester City anunciou que tinha chegado a um acordo com Valencia sobre a transferência de Silva e que ele iria se juntar ao clube em um contrato de quatro anos, antes do início da temporada 2010–11. Em 14 de julho, foi concluída a assinatura com o clube da Premier League. Silva recebeu a camisa número 21, o mesmo número que ele usava no Valencia e na Seleção Espanhola. Em 2008 o City já havia tentado contratar outro destaque do Valencia, o atacante David Villa, mas as negociações encerraram quando o clube espanhol falou que só aceitaria liberaria o jogador por 135 milhões de euros.
O treinador do City, Roberto Mancini, utilizou Silva inicialmente como um meio-campista clássico. Ele fez sua estreia na Premier League no dia 14 de agosto, num empate por 0–0 com o Tottenham no White Hart Lane. Marcou seu primeiro gol pelo clube em 16 de setembro, aos 8 minutos do segundo tempo contra o Red Bull Salzburg, pela Liga Europa da UEFA. Em 17 de outubro, ele marcou o seu primeiro gol na Premier League um jogo contra o Blackpool, em uma vitória por 3–2. Em uma vitória em casa por 3–1 na Liga Europa contra o Lech Poznań, ele deu duas assistências para dois gols do centroavante Emmanuel Adebayor. Ele deu outra assistência, desta vez para Adam Johnson marcar o terceiro gol do Manchester City na vitória por 3–1 contra o West Ham. Após alguns dias, jornais especulavam que Silva poderia retornar para a Espanha, citando a saudade e a dificuldade para adaptar-se ao futebol inglês. No entanto, o meia teve grandes atuações, impressionando a torcida do City e conquistando três prêmios consecutivos de Jogador do Mês (outubro a dezembro de 2010).
No dia 12 de fevereiro de 2011, depois de ter chute de Edin Džeko desviado nas suas costas, foi creditado para Silva o único gol do City na derrota por 2–1 para o Manchester United. Em 2 de março, ele marcou de fora da área com um chute de vinte metros, na vitória de 3–0 contra o Aston Villa pela Copa da Inglaterra. Três dias depois, ele marcou o único gol na vitória do Manchester City contra o Wigan. Silva marcou o terceiro gol do City na vitória por 5–0 sobre o Sunderland em 3 de abril. Suas assistências para Yaya Touré contra o Everton, no Goodison Park, levaram Silva a 15 assistências em todas as competições na temporada.
Logo em sua primeira temporada na Premier League, já era nítido que ele era um dos melhores meio-campistas do campeonato. O argentino Carlos Tévez elogiou-o como a melhor contratação que o Manchester City fez.

#### 2011–12
Silva começou a temporada 2011–12 com boas atuações, marcando o terceiro gol na goleada por 4–0 da cidade de Swansea. Ao final da partida, acabou sendo eleito o homem do jogo. Ele também marcou na semana seguinte, contra o Bolton, e foi novamente nomeado homem do jogo. Silva, em seguida, deu duas assistências para Sergio Agüero no segundo jogo em casa contra o Wigan Athletic. Após suas grandes exibições, o técnico do City, Roberto Mancini, comparou-o aos companheiros de Seleção Espanhola Xavi e Andrés Iniesta, e afirmou que Silva é "um dos melhores jogadores do mundo". Em 1 de outubro, Silva foi agraciado com o prêmio de jogador do mês da Premier League por suas performances em circulação, tornando-se a primeira vez que dois jogadores Manchester City venceram o prêmio de forma consecutiva (Edin Džeko havia vencido no mês anterior).

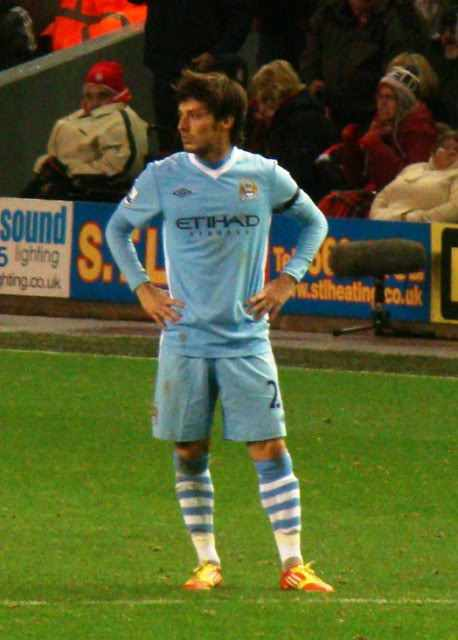
David Silva em 2012, num jogo contra o Liverpool

No primeiro Derby de Manchester da temporada, realizado no Old Trafford, o Manchester City venceu por 6–1, com Silva provando, mais uma vez, ser peça fundamental da equipe. Ele marcou o quinto gol, deu a assistência para o segundo gol de Edin Džeko e participou nos dois primeiros gols, em um deles encontrando James Milner livre para servir Mario Balotelli. Em 25 de outubro de 2011, em uma entrevista a uma rádio espanhola, Silva revelou que ele recusou Barcelona e Real Madrid para que ele pudesse assinar pela cidade e que ele quer ficar no clube por muitos anos. Ele comentou: "Madrid e Barcelona são grandes equipes, mas estou feliz aqui e eu gostaria de ficar aqui por muitos anos". Earl Barrett, ex-lateral-direito do City e da Seleção Inglesa, disse que é quase impossível de parar David Silva, devido à sua capacidade para criar espaço. O ex-atacante Andy Cole, que atuou em grande parte da carreira pelo Manchester United, afirmou que Silva "é uma alegria para assistir". Silva marcou um gol na vitória por 3–2 do City contra o Queens Park Rangers, no dia 5 de novembro, e também marcou na vitória por 1–0 contra o Arsenal, no dia 18 de dezembro. Ele também contribuiu ao marcar o quarto gol do City na vitória em casa por 4–0 contra o West Bromwich, em 11 de abril.
Além de ganhar seu primeiro campeonato com o Manchester City, que também terminou a temporada no topo da tabela de assistências, com 17 para sua equipe. e foi um dos quatro jogadores do City que ganharam o prêmio PFA The Year.

#### 2012–13
Em 17 de setembro de 2012, Silva assinou um novo contrato de cinco anos com os Citizens, anunciando que ficaria no clube até 2017. Ele se machucou atuando pela Seleção Espanhola, o que significava que ele iria perder quatro jogos pelo Manchester City. Marcou seu primeiro gol na temporada no dia 17 de novembro, numa goleada por 5–0 sobre o Aston Villa. Posteriormente, na vitória por 4–3 sobre o Norwich City, deu uma assistência para Džeko marcar. Em 19 de janeiro de 2013, Silva marcou dois gols contra o Fulham, em uma vitória por 2–0. Já no dia 9 de março, marcou o quinto gol do Manchester City contra o Barnsley nas quartas de final da Copa da Inglaterra. Foi vice-campeão da Premier League e começou a temporada de 2013–14 vencendo o Chelsea por 4–3, num amistoso realizado nos Estados Unidos.

#### 2017–18
No dia 12 de agosto de 2017, iniciou a temporada em duelo válido pela primeira rodada da Premier League, contra o Brighton. Em 14 de outubro, marcou seu primeiro gol contra o Stoke City em duelo que terminou em 7–2 para o clube de Manchester. Voltou a marcar na 15ª rodada, na vitória por 2–1 contra o West Ham, ao receber assistência de Kevin De Bruyne. Já no dia 13 de dezembro, Silva teve grande atuação e marcou dois gols numa goleada por 4–0 contra o Swansea, recendo assistências de Bernardo Silva e Raheem Sterling. Com a vitória na partida em questão, válida pela 17ª rodada da Premier League, o City quebrou o recorde de vitórias consecutivas no Campeonato Inglês, com 15.
Em 25 de fevereiro de 2018, foi as redes contra o Arsenal em duelo válido pela final da Copa da Liga Inglesa, completando assistência de Danilo e conquistando seu sétimo título com o City. No dia 12 de março, Silva marcou os dois gols da vitória sobre o Stoke City no Britannia Stadium.

#### 2018–19
No dia 19 de agosto de 2018, estreou na temporada contra o Huddersfield em duelo válido pela segunda rodada da Premier League. David Silva marcou um gol de falta, o quarto da vitória de 6–1 no Etihad Stadium.

#### 2019–20
Em 26 de junho de 2019, Silva anunciou que deixaria o clube inglês no final da temporada. No total, o espanhol atuou em 436 partidas e marcou 77 gols pelo Manchester City.

### Real Sociedad
Após dez anos vestindo a camisa dos Citizens, foi anunciado como reforço da Real Sociedad no dia 17 de agosto de 2020. Ele assinou até junho de 2022.

### Aposentadoria
Por conta de uma ruptura no ligamento cruzado anterior do joelho sofrida em maio, David Silva anunciou sua aposentadoria no dia 27 de julho de 2023, aos 37 anos. O meio-campista declarou:
| “ | Hoje é um dia triste para mim. Hoje é a vez de dizer adeus ao que eu dediquei a minha vida inteira. Hoje é a hora de dizer adeus aos meus colegas, que são uma família para mim. Eu vou sentir muita falta. Chés (torcedores do Valencia), Armeros (torcedores do Eibar), Celtiñas (torcedores do Celta), Citizens (torcedores do Manchester City) e Txuri Urdines (torcedores da Real Sociedad), obrigado porque vocês me fizeram sentir em casa. | ” |

## Seleção Nacional
Silva representou a Espanha Sub-17 na Copa do Mundo FIFA de 2003 na Finlândia, marcando três gols. Em 2006, ele atuou pela Seleção Sub-21 e marcou quatro gols na Copa do Mundo FIFA de 2005, o que foi suficiente para ficar em quarto lugar na artilharia, ao lado do italiano atacante Graziano Pellè.
Silva fez sua estreia internacional pela Seleção Espanhola principal na derrota em casa por 1–0 contra a Romênia, no dia 15 de novembro de 2006, e continuou a ser convocado depois de boas atuações em seus primeiros jogos. No dia 22 de agosto de 2007, na vitória de 3–2 num amistoso contra a Grécia, ele marcou seus dois primeiros gols pela Espanha. Posteriormente foi um dos 23 convocados para a Euro 2008, torneio em que a Fúria sagrou-se campeã.
No jogo da semifinal contra a Rússia, David Silva marcou o terceiro gol da Espanha depois de um contra-ataque rápido em que Cesc Fàbregas fez um cruzamento rasteiro, e Silva, de pé esquerdo, mandou para o fundo das redes do goleiro Igor Akinfeev.

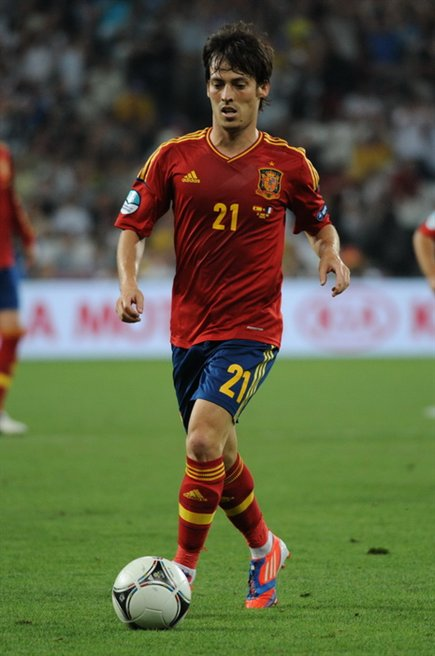
Silva atuando na Euro 2012

### Copa do Mundo de 2010
Depois de aparecer regularmente durante as eliminatórias para a Copa do Mundo FIFA de 2010 — a Espanha venceu todos os dez jogos — Silva também esteve entre os 23 convocados para representar a Seleção Espanhola na Copa do Mundo FIFA de 2010, realizada na África do Sul. Sua participação, no entanto, seria pequena, e a Seleção viria a ser campeã do torneio. Ele foi titular na primeira partida, uma derrota de 1–0 na fase de grupos contra a Suíça. Em seguida, jogou os últimos quatro minutos da vitória por 1–0 contra a Alemanha, nas semifinais.
Em 11 de agosto de 2010, durante um amistoso internacional com o México, Silva marcou aos 47 minutos do segundo tempo, terminando o jogo com um empate por 1–1. Já no dia no dia 3 de setembro, pelas eliminatórias da Euro 2012, numa goleada por 4–0 contra Liechtenstein, Silva teve boa atuação e marcou aos 18 minutos do segundo tempo. No mês seguinte, também pelas eliminatórias, ele marcou contra a Lituânia em Salamanca, na vitória por 3–1.
Em um amistoso contra a Colômbia, no dia 9 de fevereiro de 2011, Silva saiu do banco para marcar o único gol do jogo com apenas quatro minutos restantes, ajudando a Espanha a vencer por 1–0. Já contra a Escócia, na última partida das eliminatórias da Euro, ele marcou duas vezes e deu uma assistência na vitória por 3–1. O triunfo garantiu a Espanha na Eurocopa de 2012 com vitórias em todos os jogos das eliminatórias. No dia 15 de novembro, num amistoso contra a Costa Rica, Silva marcou o primeiro gol Espanha no empate em 2–2. O meia começou como reserva, entrou no segundo tempo quando a sua equipe perdia por 2–0 e teve papel fundamental no empate. Em 29 de fevereiro de 2012, num amistoso contra a Venezuela realizado no Estádio La Rosaleda, Silva marcou na goleada da Espanha por 5–0. No último amistoso realizado antes da Euro, no dia 3 de junho, David Silva recebeu assistência de Andrés Iniesta e marcou na vitória por 1–0 contra a China.[carece de fontes?]

### Euro 2012

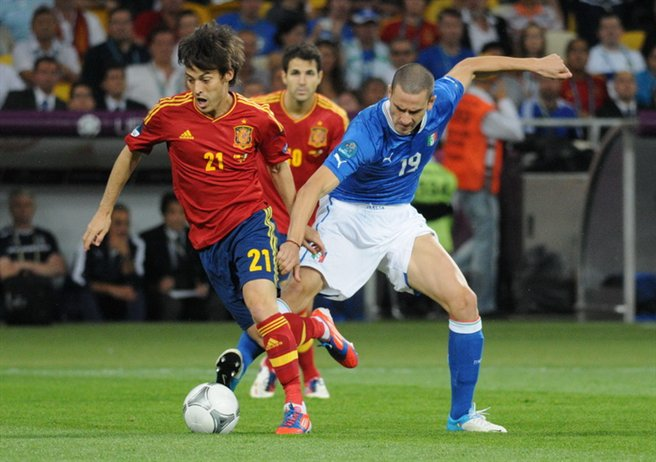
Silva na final da Euro 2012, numa disputa de bola com Leonardo Bonucci

Silva foi titular em todas as seis partidas da Espanha na Eurocopa 2012. Na final da Euro, o meia abriu o placar aos 14 minutos do primeiro tempo, após receber assistência precisa de Cesc Fàbregas. O jogo terminou 4–0 e Silva concluiu o torneio com dois gols marcados e três assistências distribuídas, um recorde até então na Eurocopa. Posteriormente ele esteve presente na seleção dos melhores da Euro, com seu companheiro Iniesta sendo eleito o craque da competição.

### Copa do Mundo de 2014
No dia 31 de junho, foi convocado pelo treinador Vicente del Bosque para a Copa do Mundo FIFA de 2014 realizada no Brasil.

### Copa do Mundo de 2018 e aposentadoria
Em 13 de agosto, após ter disputado a Copa do Mundo FIFA de 2018 na Rússia, Silva anunciou sua aposentadoria da Seleção Espanhola.

## Vida pessoal
Sua mãe, Eva Silva, possui ascendência japonesa, e seu pai, Fernando Jiménez, era um dos seguranças do Estádio de Mestalla, casa do Valencia, fato que atraiu Silva ainda mais ao clube. Tem dois irmãos mais novos, cujos nomes são Natália (21 de outubro de 1987) e Nando (10 de dezembro de 1994).

## Estatísticas

### Seleção Espanhola
| Espanha | Espanha | Espanha |
| Anos    | Jogos   | Gols    |
| ------- | ------- | ------- |
| 2006    | 1       | 0       |
| 2007    | 10      | 2       |
| 2008    | 9       | 1       |
| 2009    | 12      | 3       |
| 2010    | 12      | 4       |
| 2011    | 10      | 4       |
| 2012    | 15      | 4       |
| 2013    | 8       | 2       |
| 2014    | 10      | 2       |
| 2015    | 7       | 1       |
| 2016    | 15      | 5       |
| 2017    | 9       | 7       |
| 2018    | 7       | 0       |
| Total   | 125     | 35      |

| #   | Data                    | Local                                         | Adversário           | Placar | Resultado | Competição                             |
| --- | ----------------------- | --------------------------------------------- | -------------------- | ------ | --------- | -------------------------------------- |
| 1.  | 22 de agosto de 2007    | Estádio Toumba, Salonica, Grécia              | Grécia               | 2–2    | 2–3       | Amistoso                               |
| 2.  | 22 de agosto de 2007    | Estádio Toumba, Salonica, Grécia              | Grécia               | 2–3    | 2–3       | Amistoso                               |
| 3.  | 26 de junho de 2008     | Ernst-Happel-Stadion, Viena, Áustria          | Rússia               | 0–3    | 0–3       | Eurocopa 2008                          |
| 4.  | 5 de setembro de 2009   | Estádio Municipal de Riazor, Corunha, Espanha | Bélgica              | 1–0    | 5–0       | Eliminatórias da Copa do Mundo de 2010 |
| 5.  | 5 de setembro de 2009   | Estádio Municipal de Riazor, Corunha, Espanha | Bélgica              | 4–0    | 5–0       | Eliminatórias da Copa do Mundo de 2010 |
| 6.  | 14 de outubro de 2009   | Bilino Polje, Zenica, Bósnia e Herzegovina    | Bósnia e Herzegovina | 0–1    | 2–5       | Eliminatórias da Copa do Mundo de 2010 |
| 7.  | 8 de junho de 2010      | Estádio Nueva Condomina, Múrcia, Espanha      | Polónia              | 2–0    | 6–0       | Amistoso                               |
| 8.  | 11 de agosto de 2010    | Estádio Azteca, Cidade do México, México      | México               | 1–1    | 1–1       | Amistoso                               |
| 9.  | 3 de setembro de 2010   | Rheinpark Stadion, Vaduz, Liechtenstein       | Liechtenstein        | 0–4    | 0–4       | Qualificações para a Euro 2012         |
| 10. | 8 de outubro de 2010    | Estádio El Helmántico, Salamanca, Espanha     | Lituânia             | 3–1    | 3–1       | Qualificações para a Euro 2012         |
| 11. | 9 de fevereiro de 2011  | Santiago Bernabéu, Madrid, Espanha            | Colômbia             | 1–0    | 1–0       | Amistoso                               |
| 12. | 11 de outubro de 2011   | Estádio José Rico Pérez, Alicante, Espanha    | Escócia              | 1–0    | 3–1       | Qualificações para Eurocopa 2012       |
| 13. | 11 de outubro de 2011   | Estádio José Rico Pérez, Alicante, Espanha    | Escócia              | 2–0    | 3–1       | Qualificações para Eurocopa 2012       |
| 14. | 8 de outubro de 2010    | Estádio Nacional, San José, Costa Rica        | Costa Rica           | 2–1    | 2–2       | Amistoso                               |
| 15. | 29 de fevereiro de 2012 | Estádio La Rosaleda, Málaga, Espanha          | Venezuela            | 2–0    | 5–0       | Amistoso                               |
| 16. | 3 de junho de 2012      | Olímpico de La Cartuja, Sevilha, Espanha      | China                | 1–0    | 1–0       | Amistoso                               |
| 17. | 14 de junho de 2012     | PGE Arena Gdańsk, Gdansk, Polônia             | Irlanda              | 2–0    | 4–0       | Eurocopa 2012                          |
| 18. | 1 de julho de 2012      | Olímpico de Kiev, Kiev, Ucrânia               | Itália               | 1–0    | 4–0       | Eurocopa 2012                          |
| 19. | 20 de junho de 2013     | Estádio do Maracanã, Rio de Janeiro, Brasil   | Taiti                | 1–0    | 10–0      | Copa das Confederações                 |
| 20. | 20 de junho de 2013     | Estádio do Maracanã, Rio de Janeiro, Brasil   | Taiti                | 8–0    | 10–0      | Copa das Confederações                 |
| 21. | 8 de setembro de 2014   | Estádio Cidade de Valência, Valência, Espanha | Macedônia do Norte   | 4–1    | 5–1       | Qualificações para Eurocopa 2016       |
| 22. | 12 de outubro de 2014   | Stade Josy Barthel, Luxemburgo, Luxemburgo    | Luxemburgo           | 1–0    | 4–0       | Qualificações para Eurocopa 2016       |
| 23. | 14 de junho de 2015     | Borisov Arena, Borisov, Bielorrússia          | Bielorrússia         | 1–0    | 1–0       | Qualificações para Eurocopa 2016       |
| 24. | 1 de junho de 2016      | Red Bull Arena, Salzburgo, Áustria            | Coreia do Sul        | 1–0    | 6–1       | Amistoso                               |
| 25. | 1 de setembro de 2016   | Estádio Rei Balduíno, Bruxelas, Bélgica       | Bélgica              | 1–0    | 2–0       | Amistoso                               |
| 26. | 1 de setembro de 2016   | Estádio Rei Balduíno, Bruxelas, Bélgica       | Bélgica              | 2–0    | 2–0       | Amistoso                               |
| 27. | 5 de setembro de 2016   | Estádio Reino de León, Leão, Espanha          | Liechtenstein        | 3–0    | 8–0       | Eliminatórias da Copa do Mundo de 2018 |
| 28. | 5 de setembro de 2016   | Estádio Reino de León, Leão, Espanha          | Liechtenstein        | 8–0    | 8–0       | Eliminatórias da Copa do Mundo de 2018 |
| 29. | 24 de março de 2017     | El Molinón, Gijón, Espanha                    | Israel               | 1–0    | 4–1       | Eliminatórias da Copa do Mundo de 2018 |
| 30. | 28 de março de 2017     | Stade de France, Paris, França                | França               | 1–0    | 2–1       | Amistoso                               |
| 31. | 7 de junho de 2017      | Estádio Nueva Condomina, Múrcia, Espanha      | Colômbia             | 1–0    | 2–2       | Amistoso                               |
| 32. | 11 de junho de 2017     | Estádio Felipe II, Escópia, Macedônia         | Macedônia do Norte   | 1–0    | 2–1       | Eliminatórias da Copa do Mundo de 2018 |
| 33. | 5 de setembro de 2017   | Rheinpark Stadion, Vaduz, Liechtenstein       | Liechtenstein        | 4–0    | 8–0       | Eliminatórias da Copa do Mundo de 2018 |
| 34. | 11 de novembro de 2017  | Estádio La Rosaleda, Málaga, Espanha          | Costa Rica           | 3–0    | 5–0       | Amistoso                               |
| 35. | 11 de novembro de 2017  | Estádio La Rosaleda, Málaga, Espanha          | Costa Rica           | 4–0    | 5–0       | Amistoso                               |

## Títulos
Valencia
- Copa do Rei: 2007–08

Manchester City
- Copa da Inglaterra: 2010–11 e 2018–19
- Premier League: 2011–12, 2013–14, 2017–18 e 2018–19
- Supercopa da Inglaterra: 2012, 2018 e 2019
- Copa da Liga Inglesa: 2013–14, 2015–16, 2017–18, 2018–19 e 2019–20

Real Sociedad
- Copa do Rei: 2019–20

Seleção Espanhola
- Eurocopa: 2008 e 2012
- Copa do Mundo FIFA: 2010

### Prêmios individuais
- Bola de bronze da Copa do Mundo Sub-17: 2003
- Troféu Pedro Zaballa: 2005
- Jogador do mês do Manchester City: outubro, novembro e dezembro de 2010; setembro de 2011; março e dezembro de 2014; fevereiro e agosto de 2015; janeiro de 2017
- Jogador do Mês da Premier League: setembro de 2011
- Melhor jogador do Manchester City na temporada: 2011–12[67] e 2016–17
- Equipe do Ano PFA da Premier League: 2011–12 e 2017–18[68]
- Seleção da Eurocopa: 2012
- Medalha de Oro de Canarias: 2010[69]
- Real Ordem de Mérito Esportivo: 2011[70]
- 44º melhor jogador do ano de 2016 (The Guardian)[71]
- 51º melhor jogador do ano de 2016 (Marca)[72]